# 再見艷陽天
《再見艷陽天》，是亞洲電視製作的一齣清末民初家族為背景的電視劇，於1996年4月15日於本港台首播。由馬景濤，陳秀雯主演，當年香港的收視率不錯。

## 簡介
此劇曾在珠海斗門縣取景。其後台灣超級電視台於1997年購得台灣播映權，首播時間為21:05，同時段下一部劇集是同樣向亞洲電視購得台灣播映權的劇集《我來自潮州》。
亞洲電視本港台自2007年6月下旬開始至11月21日於星期一至五下午13:00重播，是為午間劇場。其後亞洲電視歲月留聲頻道由2014年3月10日至8月12日期間，於星期一至五晚22:30-23:30重播，是為《名製作人作品：楊紹鴻》名義。
2015年，無綫電視用1,700萬元購買亞洲電視包括此劇在內的多部經典劇集香港及海外播映權。2016年4月亞視停播後，TVB亦將收費電視頻道改組，開設一條名為「亞視台」的頻道，亦宣佈會重播此劇。

## 劇情介紹
刻苦耐勞的謝秀巧（陳秀雯），以寬宏之心接納了丈夫方賀生（馬景濤）的情人張文鳳（鄧萃雯）。同時，一個滿有理想的軍中護士丁敏（邵美琪）竟闖進了與死神搏鬥的賀生之生命中。一個“情”字，纏繞著這四顆心，叫他們嘗盡快樂與痛苦，要他們默默地等待艷陽天。
民国初年，生長在一个封建大家庭的進步學生方贺生（马景涛 饰）做了一件他最不愿意的事情，为了完成病重母亲的心願而与和自己毫无感情的当地农户的女儿谢秀巧（陈秀雯 饰）结婚。婚后贺生离家外出，与自己的恋人张文凤（邓萃雯 饰）一起在省城居住。随着革命的爆发，贺生与万千有为青年一起参加了北伐战争。而深明大义的秀巧在乱世中将身怀六甲的文凤接回了方家定居，文凤虽然十分感激秀巧，但始终心里一直放不开。于此同时，秀巧的好友石佩佩（商天娥 饰）之前被父亲许配给了当地一个军阀，北伐期间那军阀不知所踪了，动荡中佩佩只好嫁给方家老爷作姨太太。 
一家人就这样一直生活着，北伐战争结束了，却始终没有贺生的消息。当大家都以为贺生已经牺牲了的时候，偶然之下秀巧遇到了贺生在部队中的战友…

## 演員表

### 谢家
| 演員                                 | 角色   | 關係、暱稱 |
| 甘山 (演員)                          | 謝 祥  | 楊嬌之夫 謝秀巧、謝秀玲、謝秀麗、谢天之父 楊學軒之姐夫 於第68集去世 |
| 饒芷昀                               | 楊 娇  | 謝祥之妻 謝秀巧、謝秀玲、謝秀麗、谢天之母 楊學軒之姊 |
| 巫 奇                                | 楊學軒 | 楊嬌之弟 謝祥之舅子 謝秀巧、謝秀玲、謝秀麗、谢天之舅父 石佩佩之前男友 |
| 陳秀雯 （老年配音：黃玉娟（105集）） | 謝秀巧 | 秀巧、大少奶 谢祥、楊嬌之长女 謝秀玲、謝秀麗、谢天之姊 石佩佩之好友 楊學軒之外甥女                                                                                       |
| 萬斯敏                               | 謝秀玲 | 阿玲 谢祥、楊嬌之次女 謝秀巧之妹 謝秀麗、谢天之姊 阿權之妻 於第27集被山賊強暴 於第28集堕崖身亡                                                                           |
| 趙海怡（童年）                       | 謝秀麗 | 秀麗 藝名：小瑤 曾為電影演員 謝祥、楊嬌之三女 謝秀巧、謝秀玲之妹 谢天之姊 方賀文之女友、後為妻子 阮香凝之好友 曾被偷拐到南洋成為妓女 被張導演帶回香港包養 綽號：影壇老舉 |
| 李小惠（青年）                       | 謝秀麗 | 秀麗 藝名：小瑤 曾為電影演員 謝祥、楊嬌之三女 謝秀巧、謝秀玲之妹 谢天之姊 方賀文之女友、後為妻子 阮香凝之好友 曾被偷拐到南洋成為妓女 被張導演帶回香港包養 綽號：影壇老舉 |
| 蔡澤成（童年）                       | 謝 天  | 天仔 谢祥、楊嬌之子 謝秀巧、謝秀玲、謝秀麗之弟 |
| 秦啟維（青年）                       | 謝 天  | 天仔 谢祥、楊嬌之子 謝秀巧、謝秀玲、謝秀麗之弟 |

### 方家
| 演員                      | 角色   | 關係、暱稱 |
| 秦 沛                     | 方世藩 | 方老爺 「馀庆酒莊」老板 方賀生、方賀文、方賀武之父 焦玉卿、花豔霞、石佩佩之夫 洪耀威之繼父 於第81集去世                               |
| 南 紅                     | 焦玉卿 | 大奶奶、阿家（花豔霞專用 ） 方世藩之元配 方賀生、方賀武之母 於第15集病逝                                                              |
| 鮑起靜                    | 花豔霞 | 細奶奶 「新笑儂粵劇團」前花旦 方世藩之二姨太 方賀文之母                                                                               |
| 商天娥                    | 石佩佩 | 三奶奶 石亨之女 楊學軒前女友 謝秀巧之好友 洪军长之六姨太、後離異 方世藩三姨太 洪耀威之母                                              |
| 馬景濤 （粵語配音：雷霆） | 方賀生 | 大少、賀生、阿康 失憶後更名：沈康 「吉祥布莊」老板 曾参加北伐 方世藩、焦玉卿之子 謝秀巧之夫 張文鳳、丁敏之夫，後離異 洛平好友         |
| 陳秀雯                    | 謝秀巧 | 大少奶、秀巧、大姐（張文鳳專用） 曾為方家丫鬟 方賀生之原配 方振華之母 参见谢家                                                        |
| 鄧萃雯                    | 張文鳳 | 二少奶、文鳳 方賀生之二姨太、後離異 方曉華之母 参见张家                                                                               |
| 邵美琪                    | 丁 敏  | 阿敏、三少奶 丁祺之女 方賀生之三姨太、後離異 洛平之女友、後為其妻 於第36集登場 参见丁家 參見東南日報社                                |
| 何梓埼（幼年）            | 方曉華 | 曉華 方賀生、張文鳳之女 方俊華之同父異母之姊 韋世邦之繼女 過繼為韋曉華 参见韋家                                                       |
| 蔡彥琦（嬰兒）            | 方曉華 | 曉華 方賀生、張文鳳之女 方俊華之同父異母之姊 韋世邦之繼女 過繼為韋曉華 参见韋家                                                       |
| 戴夢夢（童年）            | 方曉華 | 曉華 方賀生、張文鳳之女 方俊華之同父異母之姊 韋世邦之繼女 過繼為韋曉華 参见韋家                                                       |
| 黃璦瑤（青年）            | 方曉華 | 曉華 方賀生、張文鳳之女 方俊華之同父異母之姊 韋世邦之繼女 過繼為韋曉華 参见韋家                                                       |
| -                         | 方振華 | 方賀生、謝秀巧之次子 方曉華之同父異母之弟                                                                                             |
| 林韋辰                    | 方賀文 | 二少、賀文 「旺发喊冷」老板 方世藩、花艷霞之子 方賀生之同父異母之弟 方賀武之同父異母兄 曾暗戀謝秀巧 謝秀麗之男友、後為其夫 趙三之好友 |
| 李小惠                    | 謝秀麗 | 方賀文之女友，後爲其妻 參見謝家 |
| -                         | 方賀武 | 方世藩之三子 方賀生之弟 方賀文之同父異母弟 已去世                                                                                     |
| 曾瑋明                    | 方世宗 | 方世藩之二弟 十姐之夫 方賀生、方賀文、方賀武之叔父                                                                                    |
| 陳靖允                    | 十 姐  | 方世宗之妻 |
| 黃素歡                    | 何 笑  | 阿笑 方家下人 趙三之女友、後為其妻 於第98集被日軍杀害                                                                                 |
| 羅青浩                    | 姚 開  | 阿開 方家下人 |
| 譚少英                    | 嫦 姐  | 方家下人 |
| 梁碧芝                    | 阿 香  | 方家下人 |
| 岑淑姬                    | 阿 儿  | 方家下人 |
| 梁锦燊                    | 七叔   | 方家工人 |
| 郑恕峰                    | 八叔   | 方家工人 |
| 关伟伦                    | 九叔   | 方家工人 |
| 陈 东                     | 周 厚  | 方家花王 |
| 司马华龙                  | 杜 福  | 方家工人 |

### 石家
| 演員   | 角色   | 關係、暱稱                                                 |
| 甘露   | 石老太 | 石亨之母、石佩佩之外祖母 于第40集被杀                      |
| 徐二牛 | 石亨   | 石佩佩之父、中山县石岐镇警察局副局长 于第44集堕崖身亡      |
| 商天娥 | 石佩佩 | 佩佩 石亨之女 楊學軒前女友 洪军长六姨太 後為方世藩之三姨太 |

### 张家
| 演員   | 角色   | 關係、暱稱                                                                |
| 譚炳文 | 張再興 | 張文鳳之父 張淑貞之夫                                                     |
| 吳浣儀 | 張淑貞 | 張大媽、張媽 張再興之妻 張文鳳之母 焦玉卿陪嫁丫鬟 方家管家                |
| 鄧萃雯 | 張文鳳 | 張再興、張淑貞之女 方賀生之二姨太、後離異 方曉華之母 韋世邦之女友、後妻子 |

### 韋家
| 演員                                                        | 角色   | 關係、暱稱 |
| 李香琴                                                      | 金鳳芝 | 金姨 韋世邦之母 威尼斯咖啡廳老闆娘 年輕時為上海當紅阿姑                                                          |
| 林 偉                                                       | 韋世邦 | 世邦 金鳳芝之子,曾與其不和,後和好。 瑞华洋行董事 張文鳳之男友、後丈夫 方曉華之繼父 於第99集被殺 童年由左健斌飾演 |
| 鄧萃雯                                                      | 張文鳳 | 參見方家、張家                                                                                                   |
| 何梓埼（幼年） 蔡彥琦（嬰兒） 戴夢夢（童年） 黃璦瑤（青年） | 方曉華 | 参见方家 |

### 丁家
| 演員   | 角色   | 關係、暱稱                     |
| 麦 基  | 丁 祺  | 丁敏之父 方賀生（沈康）之岳父  |
| 邵美琪 | 丁 敏  | 參見方家、東南日報社、北伐軍隊 |
| 馬景濤 | 方賀生 | 改名沈康 參見方家、北伐軍隊    |

### 北伐軍隊
| 演員                    | 角色   | 關係、暱稱                                                      |
| 邵美琪                  | 丁 敏  | 北伐隨軍護士 救回方賀生 参见丁家、方家、東南日報社              |
| 黃仲崑 （配音：黄志明） | 洛 平  | 北伐軍人 方賀生之好友、戰友 參見東南日報社                      |
| 馬景濤                  | 方賀生 | 北伐軍人 洛平之好友、戰友 受傷後失憶、被丁敏所救 参见丁家、方家 |
| 黄允材                  | 凌军医 | 軍醫                                                            |

### 東南日報社
| 演員                    | 角色              | 關係、暱稱                                                                  |
| 邵美琪                  | 丁 敏             | 東南日報社記者 参见丁家、方家、北伐軍隊                                     |
| 黃仲崑 （配音：黄志明） | 洛 平             | 東南日報社記者 曾參與北伐 方賀生之好友 丁敏之男友、後為丈夫                 |
| 龍貫天                  | 杜文琛/戶根木一郎 | 東南日報社社長 真實身份為日本特務 原名戶根木一郎 喜歡丁敏 于第105集切腹身亡 |

### 其他演員
| 演員   | 角色        | 關係、暱稱                      |
| 鄧萃雯 | 鍾心明      | 方贺生初恋女友 五四运动中被枪杀 |
| 陈剑云 | 村 长       | 沙头村村长                      |
| 杜汶泽 | 阿 水       | 村民                            |
| 董 文  | 阿 文       | 村民                            |
| 石中玉 | 斤 叔       | 村民                            |
| 劉 准  | 蝦 叔       | 村民                            |
| 陳麗雲 | 蝦 嫂       | 村民                            |
| 嘉俊   | 阿 平       | 村民                            |
| 邵玉嬋 | 三 嫂       | 村民                            |
| 陈 锐  | 阿 东       | 村民                            |
| 羅 杰  | 洪軍長      | 軍長                            |
| 吳 霆  | 打手甲/阿富 |                                 |
| 李 岡  | 歐 漢       | 歐老闆                          |
| 江 圖  | 新笑儂      | 花艷霞師兄、新笑儂粵劇團團長    |
| 周兆麟 | 陳 华       |                                 |
| 楊萬達 | 張 偉       |                                 |
| 莊欣玲 | 秋 蘭       | 方賀生大學同學                  |
| 吳明龍 | 阿 旺       |                                 |
| 顏晉霖 | 阿 權       | 謝秀玲之夫                      |
| 曾守明 | 山賊頭目    |                                 |
| 張 靜  | 程月影      | 韋世邦之前女友 于第44集车祸身亡 |
| 李樹佳 | 廖政良      | 瑞華洋行老闆                    |
| 黃寶欣 | 紅 紅       | 新笑儂粵劇團花旦                |
| 李俊德 | 阿 聰       |                                 |
| 王清河 | 阿 财       |                                 |
| 陈嘉伟 | 地 痞       |                                 |
| 文炳   | 沛 叔       |                                 |
| 陈正君 | 阿 强       |                                 |
| 黄美芬 | 二姨太      |                                 |
| 黎佩仪 | 三姨太      |                                 |
| 黄 敏  | 小 焉       | 电影演员                        |
| 林美华 | 阿 英       |                                 |
| 罗 婵  | 阿 玲       |                                 |
| 麦 基  | 丁 祺       | 丁敏之父                        |
| 文炳   | 蔡锦添      | 蔡家村村长                      |
| 余峻峰 | 蔡家丰      | 蔡锦添之子 于第51集烧死         |
| 冯 国  | 邵大维      | 华商会会长                      |
| 嘉 俊  | 阿 炳       |                                 |
| 米 奇  | 张仲章      | 导演                            |
| 陈嘉伟 | 王大刚      |                                 |
| 锺秀群 | 张婷        |                                 |
| 黄美芬 | 阮香凝      |                                 |
| 杜汶泽 | 陈 来       | 游击队员 于第103集身亡          |

## 與史實不符之處
- 劇中出現中山市衛生局，當時應為中山縣，直至1983年改為縣級市。
- 北伐軍佔領南昌後成立新政府。
- 剧中经常出现广州日报（《廣州日報》創刊於1952年）。
- 从广州可以坐火车到石岐（廣州通往珠海之廣珠輕軌要2011年才正式通車，而石岐並無設站）。

## 不幸事件
《再見艷陽天》外景組攝影師錢志良於1996年6月29日凌晨在率領劇組進行外景拍攝途中因於機場隧道（現稱啟德隧道）遇車禍不幸去世，成為錢志良最後的遺作。

## 再見艷陽天所採用之純音樂
- 神思者（SENS）海神

## 外部連結
- 亞洲電視《再見艷陽天》網頁 （页面存档备份，存于）（简体中文）
- 緯來戲劇台《情定艷陽天》網頁 （页面存档备份，存于）（繁體中文）

## 作品變遷
| 亞洲電視本港台 星期一至五 22:00-23:00 | 亞洲電視本港台 星期一至五 22:00-23:00 | 亞洲電視本港台 星期一至五 22:00-23:00 |
| ------------------------------------- | ------------------------------------- | ------------------------------------- |
|                                       | 再見艷陽天                            |                                       |
| 待査                                  | 三國演義超智版                        |                                       |